# 階段の聖母 (アンドレア・デル・サルト)
『階段の聖母』（かいだんのせいぼ、西: Virgen de la escalera, 英: Madonna della Scala）、または『聖マタイと天使の間の聖母子』（せいマタイとてんしのあいだのせいぼし、西: La Virgen con el Niño entre San Mateo y un ángel, 英: The Virgin and Child between Saint Matthew and an Angel）は、イタリア・盛期ルネサンスの画家アンドレア・デル・サルトが1522-1523年に板上に油彩で制作した絵画である。フィレンツェの銀行家ロレンツォ・ディ・ベルナルド・ヤコピ (Lorenzo di Bernardo Jacopi) により委嘱された。作品はチャールズ1世 (イングランド王) に所有されていたが、1649年の王の処刑後、競売に付され、スペイン王フェリペ4世のコレクションに入った。1819年にエル・エスコリアル修道院からマドリードのプラド美術館に移された。

## 作品
絵画の題名となっている「階段」の上で、聖母マリアが膝立ちになって、片手で幼子イエス・キリストを抱き、もう一方の手で風で膨らんだヴェールに触れている。彼女の足元には聖マタイと天使がいる。聖マタイが登場しているのは、絵画の依頼者ロレンツォ・ディ・ベルナルド・ヤコピが銀行業を職業としていたためである。マタイは、イエス・キリストの使徒として召命される以前はローマ皇帝の収税吏で (「マタイによる福音書」9章9) 、銀行家たちの守護聖人であった。
また、左側の背景には幼児と歩いている後ろ姿の女性がいるが、彼らはヘロデ大王による「幼児虐殺」(「マタイによる福音書」 2章16-18) から逃げているエリサべトと幼児洗礼者ヨハネである (「外典福音書」の1つである「ヤコブによるイエスの幼児福音」に記述がある)。背景の丘には城壁のある町も見える。
絵画の構図は古典主義的なピラミッド型となっており、ラファエロとミケランジェロから多くの要素を引用している。ヴェールを被っている聖母は、ラファエロの『フォリーニョの聖母』 (ヴァチカン美術館) を想起させる。一方、聖マタイの堂々たる体躯は、システィーナ礼拝堂のルネット部分にあるミケランジェロの人物像を想起させる。とはいえ、そうした要素の引用は決して盲目的なものではなく、アンドレア・デル・サルトの均衡ある画面の中で知的に複合され、表現されている。